# Casa de Battenberg
Los Battenberg fueron una familia de condes alemanes que vivían en el castillo de Kellerburg, cerca de Battenberg (Hesse-Nassau), y que se extinguió en el siglo XIV (hacia 1314).

## Historia
El título condal fue rehabilitado por el gran duque Luis III de Hesse (1806-1877) y el Rin en 1851 para ser otorgado a Julia von Hauke (1825-1895), esposa morganática de su hermano el príncipe Alejandro de Hesse-Darmstadt (1823-1888). Como era habitual en la época cuando se producía un matrimonio desigual, los hijos nacidos de esa unión pasaban a ostentar el apellido de la madre (la parte desigual de la pareja) y la dignidad y el tratamiento que decidiera el jefe de la casa.
En 1858 los Battenberg fueron elevados al rango de príncipes con el tratamiento de altezas serenísimas. Gracias a una serie de matrimonios, sin trazado político alguno, los Battenberg están entroncados con la práctica totalidad de las casas europeas. 
En 1917, en plena Primera Guerra Mundial, debido a que Gran Bretaña estaba en guerra con Alemania, la rama inglesa de los Battenberg cambió la versión alemana de su apellido (Battenberg significa en alemán "montaña de Batten o Montebatten") por la traducción al inglés, pasándose a llamar «Mountbatten» (montaña de Batten), si bien los miembros de la familia que formaban parte de otras casas reales continuaron usando el Battenberg; tal es el caso de la reina Victoria Eugenia de España (hija de Enrique de Battenberg) y sus hijos, o la princesa Alicia de Battenberg (hija de Luis de Battenberg), esposa del príncipe Andrés de Grecia.
Los reyes Felipe VI de España y Carlos III del Reino Unido son descendientes de Alejandro de Hesse y de la Princesa Julia de Battenberg.